# Gran Libro de Lecan

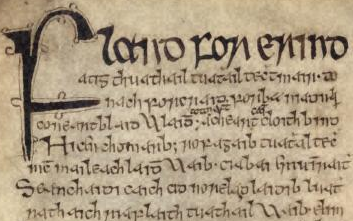
Inicio del poema Flann for Érinn. Parte del libro de Lecan. Real Academia Irlandesa.

El (Gran) Libro de Lecan (irlandés: Leabhar (Mór) Leacáin ) (RIA, MS 23 P 2) es un manuscrito medieval irlandés escrito entre 1397 y 1418 en el Castillo Forbes, Lecan (Lackan, Leckan; irlandés Leacán ), en el territorio de Tír Fhíacrach, cerca de la actual Enniscrone, en Sligo. Está en poder de la Real Academia Irlandesa .
Leabhar Mór Leacáin está escrito en irlandés medio y fue creado por Ádhamh Ó Cuirnín para Giolla Íosa Mór Mac Fhirbhisigh. El material que contiene es una transcripción del Libro de Leinster, copias posteriores del Libro de las Invasiones, los dinsenchas, los banshenchas y el Libro de los Derechos .
Durante una época, fue propiedad de James Ussher . Después de que fuera sacado del Trinity College de Dublín por tropas bajo el mando de Sir John Fitzgerald en 1689 durante la Guerra Guillermita en Irlanda, Jacobo II de Inglaterra lo depositó en el Irish College de París. En 1787, el Chevalier O'Reilly lo devolvió a Irlanda, donde estuvo en posesión de Charles Vallancey, que finalmente lo entregó a la Real Academia Irlandesa.
Originalmente eran 30 folios; los primeros nueve aparentemente se perdieron en 1724. Estos contenían una gran sección dedicada a los linajes y la historia de las familias nórdicas e hiberno-nórdicas de Irlanda, que no se conservan en ningún otro lugar.
Las páginas están cubiertas de una sustancia grasienta que las hace transparentes y reduce su legibilidad.